# Хербертон (Квинсленд)
Хербертон (англ. Herberton) — город в северо-восточной части австралийского штата Квинсленд. Население города по оценкам на 2016 год составляло примерно 855 человек. Город находится в составе региона Тейбллендс, население которого — 45300 человек (2008 год).

## География

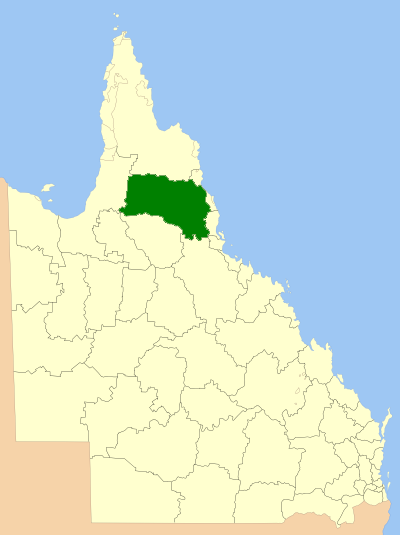
Расположение района

Хербертон расположен в северо-восточной части Квинсленда на плато Атертон. Высота над уровнем моря — 918 метров. Город находится на Большом Водораздельном хребте. Расстояние до столицы штата, Брисбена, составляет 1680 километров.

## История

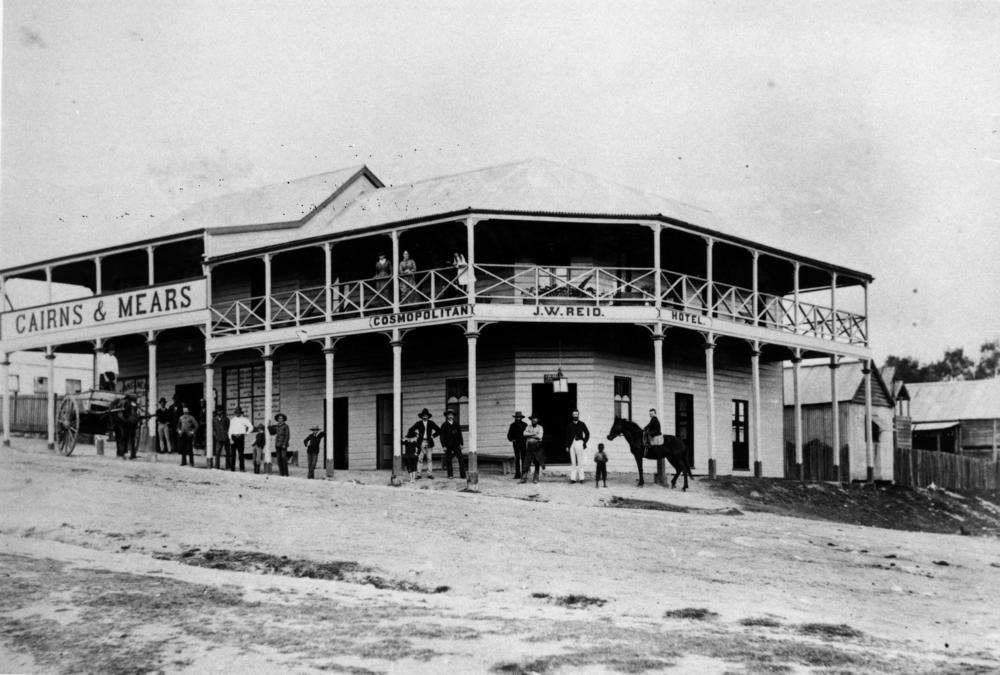
Международный отель в Хербертоне в 1888 году

В 1875 году Джеймс Венчер Маллиган исследовал эту территорию в попытке найти золото, но вместо этого он нашел здесь олово. 19 апреля 1880 года Джон Ньюэлл основал город Хербертон для эксплуатации найденного олова в Европу. Добыча олова началась 9 мая того же года. К сентябрю 1880 года в Хербертоне проживало 300 мужчин и 27 женщин. Первое почтовое отделение в городе Хербертон открылось 22 ноября 1880 года.
В декабре 1881 года была основана государственная школа. Первая городская библиотека открылась в 1995 году, а в 2016 году её капитально отремонтировали.
В конце 19-го века Маллиганское шоссе было проложено от Хербертона через Мэйн-стрит в Атертоне в Порт Дуглас.
Добыча олова прекратилась в Хербертоне в 1985 году.

## Климат
| Показатель                    | Янв.  | Фев.  | Март  | Апр. | Май  | Июнь | Июль | Авг. | Сен. | Окт. | Нояб. | Дек.  | Год    |
| ----------------------------- | ----- | ----- | ----- | ---- | ---- | ---- | ---- | ---- | ---- | ---- | ----- | ----- | ------ |
| Абсолютный максимум, °C       | 35,2  | 35,2  | 32,8  | 33,0 | 30,6 | 31,1 | 28,3 | 31,7 | 33,3 | 35,7 | 38,1  | 36,7  | 38,1   |
| Абсолютный минимум, °C        | 9,5   | 10,2  | 8,9   | 7,2  | −1,1 | −3,3 | −5   | −2,2 | 0,6  | 3,4  | 8,3   | 9,4   | −5     |
| Среднее число дней с осадками | 16,4  | 16,5  | 16,4  | 13,7 | 11,9 | 8,6  | 7,0  | 5,4  | 4,7  | 5,1  | 8,3   | 11,6  | 125,6  |
| Норма осадков, мм             | 239,2 | 234,7 | 211,3 | 84,4 | 46,2 | 33,7 | 22,3 | 17,7 | 16,3 | 26,5 | 79,6  | 138,5 | 1150,4 |
| Источник:                     |       |       |       |      |      |      |      |      |      |      |       |       |        |